# Bulbophyllum fibratum
Bulbophyllum fibratum é uma espécie de orquídea (família Orchidaceae) pertencente ao gênero Bulbophyllum. Foi descrita por François Gagnepain, Tien Ban Nguyen e Duc Huyen Duong em 1984.